# Прота Василије Николајевић
Прота Василије Николајевић (Сурдук, 1. фебруар 1842 — Ириг, 25. април 1923) био је парох Српске православне цркве и син свештеника Стефана Николајевића. Службовао у Иригу и саставио црквени Велики типик (устав црквени). За свој рад примио је црквена и државна одликовања, а био је и члан Матице српске.

## Биографија
Прота Василије Николајевић најстарији је син свештеника Стефана Николајевића. Рођен 1. фебруара 1842. године у Сурдуку, где му је отац био парох. Основну школу са одличним успехом завршио је у Голубинцима, затим завршава средњу школу у Сремској Митровици, а потом и гимназију у Сремским Карловцима. Након завршене гимназије завршава и Карловачку богословију „са одличним успехом“.

### Рукоположење
Рукоположен је 25. априла 1866. за ђакона, а сутрадан за презвитера. Постављен је прво за капелана свом оцу у Сурдуку, а након једанаест година, 1877. године Црквена општина иришка изабрала га је за пароха на упражњену Николајевску парохију. Конзисторија Карловачке архидијецезе је потврдила тај избор. На парохијској служби у Иригу остао је 46 година. Велике породичне трагедије које су се очитавале прво кроз губитак неколико новорођених беба, па касније још двоје деце у року од недељу дана, а онда и честих смрти блиских сродника, нису омеле проту Василија да са огромном вером и енергијом, а надасве испуњеношћу љубављу према Богу, Цркви и свом српском роду, са пуно воље и енергије ревносно обавља свој пастирски и црквено књижевни рад, кроз многе деценије, све до краја свога живота.
Са великим жаром је богослужио, проповедао, али и радио на поправци цркве и њеном опремању свим неопходним богослужбеним предметима. Поред ангажовања на пољу црквеног рада, прота Василије је био вредни прегалац и на пољу друштвених активности, сматрајући да и на тај начин доприноси свом народу. Важно је напоменути да његово друштвено ангажовање није било нити политичко ни страначко, а посебно не политикантско.

### Друштвене активности
Прота не само да није имао личне користи од делатности и неретко је имао проблема. По доласку у Ириг најпре се клонио општинских послова. Међутим, то склањање му није пошло за руком. Становници Ирига, без разлике вере и народности, изабрали су га за заступника у општини. Избор га је обавезивао да се прихвати мандата, јер би у супротном морао да плати казну. Ту службу је обављао у два наврата по три године. Иако је после првог мандата желео да одступи, био је изабран још једанпут. Након другог мандата прота више није прихватао избор. Са места општинског заступника прота је изабран и за жупанијског скупштинара у Вуковару где је било седиште Сремске жупаније, а тамо је пак, изабран за члана Управног одбора Жупаније. По властитом сведочењу, своје чланство у Жупанијском управном одбору прота је схватао као служење и волео га је само из једног разлога: са позиције жупанијског одборника могао је „помоћи многим људима, особито ирижанима, а ићи и на руку српским општинама“.
Од 1894. године прота је био изабран и потврђен за школског надзорника и председника Школског одбора у Иригу. Такође је био члан и Жупанијског школског одбора. Био је члан општинског Здравственог одбора, који је имао за циљ да сагледава здравствене прилике код грађанства и брине се о њиховом побољшању.
Да би се зауставило или бар смањило зеленашење, прота је заједно са својим пријатељима и братом, 1888. године основао први новчани завод у Иригу под називом „Прва задруга за потпомагање и штедњу у Иригу“. Године 1891. основао је и „Прво погребно друштво у Иригу“ са циљем да породицама умрлих чланова Друштва олакша трошкове сахрањивања. У Матицу српску прота Василије се учлањује 1887. године. Био је и скупштинар Матице и њен повереник за Ириг. Након смрти свог пријатеља, учитеља и књижевника Стевана Радића, 1917. године, прота Василије, као старац, прихватио се дужности председника Српске читаонице у Иригу и на тој дужности је остао три године. За свој рад прота Василије је примио црквена и државна одликовања.

### Устав црквени
Типик из 1891-2. године (л. Х+421 страна) у повезу од картона пресвученог мрком кожом са бордуром у виду грчко-римске шаре у којој је отиснуто (некада у златотиску) крупним словима „УСТАВ ЦРКВЕНИ.“ има опширан и врло детаљан фронтиспис који нас обавештава шта он садржи, као и када и где је штампан: „Велики Типик то јест Устав црквени који садржи правила сваке поједине службе, свих празника Христових (Господњи), Богородичних и Светих, као и правила из Триода посног и цветног, и других чинодјејстава црквених по верним изворима допунио, посрбио и с благословом и дозволом Светог Архијерејског синода под 17. окт. 1891. М.449/син.19. издао јереј Василије Николајевић, парох иришки и члан архидијецезе, конзисторије. У Новом Саду, Штампарија српске књижаре браће М. Поповића 1892.“ Запис на унутрашњости предње корице црним мастилом у рукопису нас обавештава да је овај Типик био: „Својина протојереја из окр. Рудничког Љуб. М. Поповића“.

## Одликовања
Администратор Карловачке митрополије Епископ бачки Василијан, одликовао га је 1889. године црвеним појасом. Потом, у марту 1893. године Архиепископ и митрополит карловачки Георгије одликовао га је за почасног протојереја, а на Преображење Господње исте године га је произвео у чин протојереја. О Ђурђевдану 1917. године заменик Архиепископа Митрополита карловачког, Епископ пакрачки Мирон, одликовао је проту Василија надбедреником, „уважавајући педесетогодишњу службу свештенопастирску и стечено у служби тој од претпостављених признање за труд и рад око издавања књига за правилно и уредно вршење црквених богослужења, а тако исто уважавајући и примеран живот, како у црквеном, тако и друштвено грађанском“. Регент Александар I Карађорђевић одликовао је проту Василија 1921. године. Орденом Св. Саве IV степена. Исте године, Архијерејски синод га је одликовао правом ношења напрсног крста „у знак признања његових заслуга за свету. православну Цркву и српски народ, стечених за време 55годишње свештеничке службе, за време које је истрајно и неуморно радио, и на пољу црквене литературе, нарочито у питањима пастирскога богословља и у области црквено-пастирске праксе“.

## Портрет
Портрет проте Василија Николајевића наручио је митрополит Јосиф Рајачић од уметника Павла Симића. Пошто се проти портрет веома допао, одлучио је да га задржи за себе. У архиви породице Николајевић забележена је анегдота да је једном приликом митрополит Рајачић рекао проти: „Ја платио портрет, а ти га задржао,“ питајући га због чега слику није донео „да види да ли му је сликар обрве погодио.“
Портрет је насликан под утицајем реализма лице портретисаног је приказано наборано. Такође, осветљено је снажним снопом светлости, док су остали делови слике у пригушеној сенци. Овај портрет је истицан као један од најбољих Симићевих радова профане садржине.

## Смрт
Прота Василије Николајевић упокојио се, 25. априла 1923. године, на дан своје годишњице рукоположења за ђакона, са 57 година свештеничке службе, од чега је 46 година парохијског рада у Иригу. Сахрањен је сутрадан, на Николајевском гробљу у Иригу у породичној гробници. Опело је извршио Епископ ставропољски Михил Иванович, из Руске заграничне цркве, који је живео, умро и сахрањен (1925.) у манастиру Гргетегу, уз многобројно свештенство.